# Schonungen
Schonungen – miejscowość i gmina w Niemczech, w kraju związkowym Bawaria, w rejencji Dolna Frankonia, w regionie Main-Rhön, w powiecie Schweinfurt. Leży około 5 km na wschód od Schweinfurtu, nad Menem, przy drodze B26.

## Dzielnice
W skład gminy wchodzą następujące dzielnice: 
- Abersfeld
- Forst
- Hausen
- Löffelsterz
- Mainberg
- Marktsteinach
- Reichmannshausen
- Schonungen
- Waldsachsen

## Demografia
| Rok  | Liczba mieszk. |
| ---- | -------------- |
| 2004 | 8 200          |
| 2005 | 8 232          |

## Polityka
Wójtem jest Kilian Hartmann z CSU. Rada gminy składa się z 20 członków:
- CSU 10 miejsc
- SPD 5 miejsc
- Ogólny Związek Obywateli 2 miejsca
- Wspólnota WYborców Marktsteinach 1 miejsce
- Wolna Wiejska Wspólnota Wyborcza Hausen 1 miejsce
- Lista Löffelsterz 1 miejsce

## Zabytki i atrakcje
- zamek Mainberg
- Kościół parafialny pw. św. Jerzego (St. Georg)

## Galeria

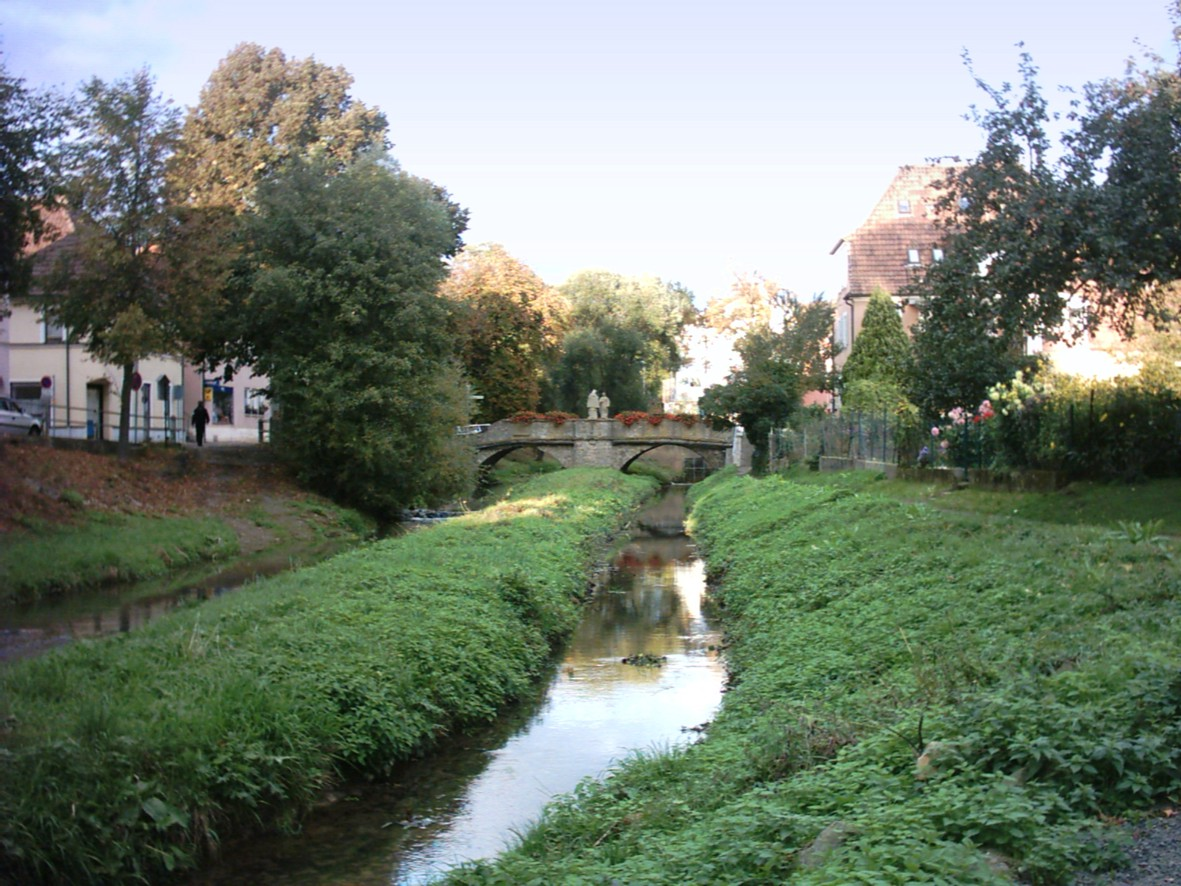
Most
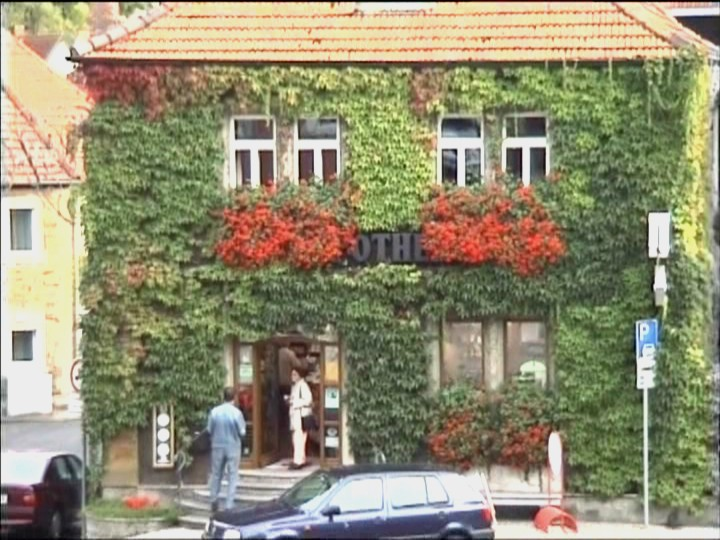
Apteka
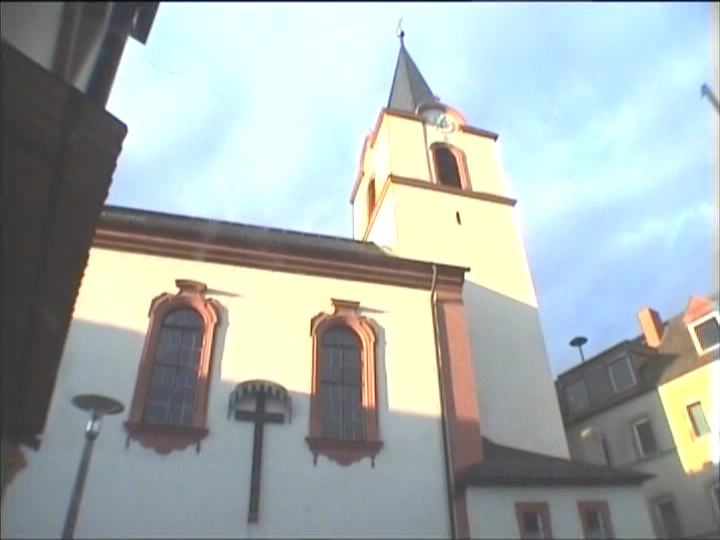
Kościół pw. św. Jerzego (St. Georg)